# Shoshonea pulvinata
Genre
Espèce
Shoshonea pulvinata est une espèce de plantes à fleurs de la famille des Apiacées. C'est la seule espèce du genre Shoshonea. Elle possède une faible aire de répartition en Amérique du Nord, limitée à seulement à une douzaine de stations : huit dans le Wyoming, trois dans la forêt nationale de Shoshone, quatre dans le centre du Montana. Le nombre total de pieds est estimé à 210 000 dans le Wyoming et 12 000 dans le Montana. Elle est considérée comme une espèce en danger.

## Source
- (en) [PDF] Jennifer C. Lyman (2005). Prepared for the USDA Forest Service, Rocky Mountain Region, Species Conservation Project.